# 黒川本通
黒川本通（くろかわほんとおり、くろかわほんどおり）は、愛知県名古屋市北区にある地名。現行行政地名は黒川本通1丁目から黒川本通5丁目。住居表示未実施。

## 地理
名古屋市北区の中央部。志賀南通を挟み所在する。東は志賀町、西は八代町・元志賀町・敷島町、南は堀川（杉村町字道下・金作町5丁目・志賀町字勘定寺前）を境に清水5丁目、北は萩野通に接する。町域の南に1丁目が設定され、志賀南通2丁目を挟み、2丁目から5丁目が設定されている。

## 歴史

### 町名の由来
町域南端を流れる堀川の別名である黒川に由来する。黒川は、開削した愛知県土木課技師黒川治愿の名に由来する。

### 沿革
- 1951年（昭和26年）8月16日 - 北区志賀町字勘定寺前の一部により黒川本通1丁目が成立[2]。
- 1953年（昭和28年）12月15日 - 志賀町字勘定寺前・八幡東・畑間・土島の各一部、田幡町字釈迦堂の一部により黒川本通1～5丁目が編成される[2]。
- 1961年（昭和36年）10月20日 - 杉村町字道下の一部を1丁目に編入する[2]。
- 1970年（昭和45年）5月30日 - 地内にユニー黒川ショッピングセンターが開店する[3]。
- 1982年（昭和57年） - 一部が田幡1・2丁目に編入される[1]。

## 世帯数と人口
2019年（平成31年）1月1日現在の世帯数と人口は以下の通りである。
| 町丁     | 世帯数  | 人口    |
| -------- | ------- | ------- |
| 黒川本通 | 842世帯 | 1,326人 |

### 人口の変遷
国勢調査による人口の推移
| 2000年（平成12年） | 1,282人 | [ WEB 6 ]  |  |
| 2005年（平成17年） | 1,171人 | [ WEB 7 ]  |  |
| 2010年（平成22年） | 1,372人 | [ WEB 8 ]  |  |
| 2015年（平成27年） | 1,360人 | [ WEB 9 ]  |  |
| 2020年（令和2年）  | 1,570人 | [ WEB 10 ] |  |

## 学区
市立小・中学校に通う場合、学校等は以下の通りとなる。また、公立高等学校に通う場合の学区は以下の通りとなる。
| 番・番地等 | 小学校                 | 中学校               | 高等学校 |
| ---------- | ---------------------- | -------------------- | -------- |
| 全域       | 名古屋市立東志賀小学校 | 名古屋市立北陵中学校 | 尾張学区 |

## 交通

### バス
- 名古屋市営バス（名古屋市交通局）
  - 黒川停留所[WEB 13]
    - 黒川（南）[注釈 1]停留所
      - 8番のりば - 幹栄1系統（栄行）・黒川12系統（博物館行）

    - 黒川（北）[注釈 2]停留所 
      - 9番のりば - 幹栄1系統（如意住宅行・水分橋行）・黒川11系統（如意車庫前行・北部市場行）・黒川12系統（中切町行）
      - 11番のりば - 幹栄1系統（栄行）・黒川12系統（博物館行）

  - 黒川本通四丁目停留所[WEB 14]
    - アのりば - 幹栄1系統（如意住宅行・水分橋行）・黒川11系統（如意車庫前行・北部市場行）・黒川12系統（中切町行）
    - イのりば - 幹栄1系統（栄行・西部医療センター行）・黒川11系統（黒川行）・黒川12系統（博物館行）

### 道路
- 空港線（国道41号、名古屋高速道路1号楠線）
- 愛知県道102号名古屋犬山線

## 施設

### 2丁目
- 名古屋市北生涯学習センター

2丁目16番地の3。北区役所の旧庁舎を改装し、1984年（昭和59年）6月開設。1997年（平成9年）4月、従来の北社会教育センターの名称を北生涯学習センターと改める。2016年（平成28年）4月、指定管理者制度を導入している。鉄筋コンクリート造4階地下1階建で、延床面積は3,958.63平方メートル。
- 名古屋市歯科医師会附属歯科衛生士専門学校
- 名古屋市営黒川荘

2丁目。1965年（昭和40年）築、RC造5階建の市営住宅。
- 名古屋黒川郵便局
- 名古屋銀行黒川支店
- ジー・コミュニケーション黒川オフィス

### 3丁目
- 愛知信用金庫黒川支店
- ティア本社・葬儀会館ティア黒川

### 4丁目
- カーサビアンカ黒川・ピアゴラフーズコア黒川店

かつてはユニー黒川店が所在したが、建物解体後新築された。

### 5丁目
- なご壱名古屋本店

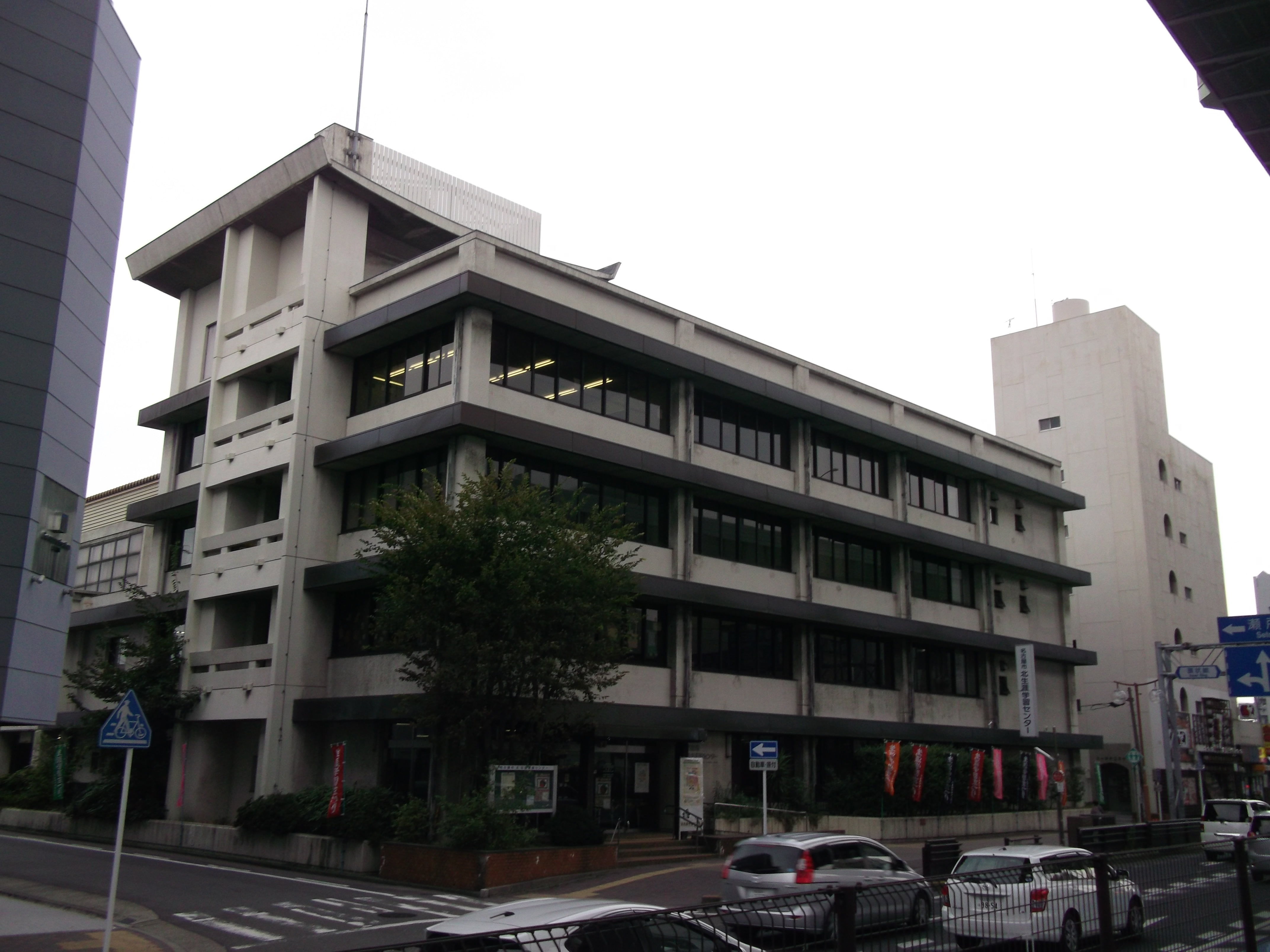
名古屋市北生涯学習センター（旧北区役所庁舎）
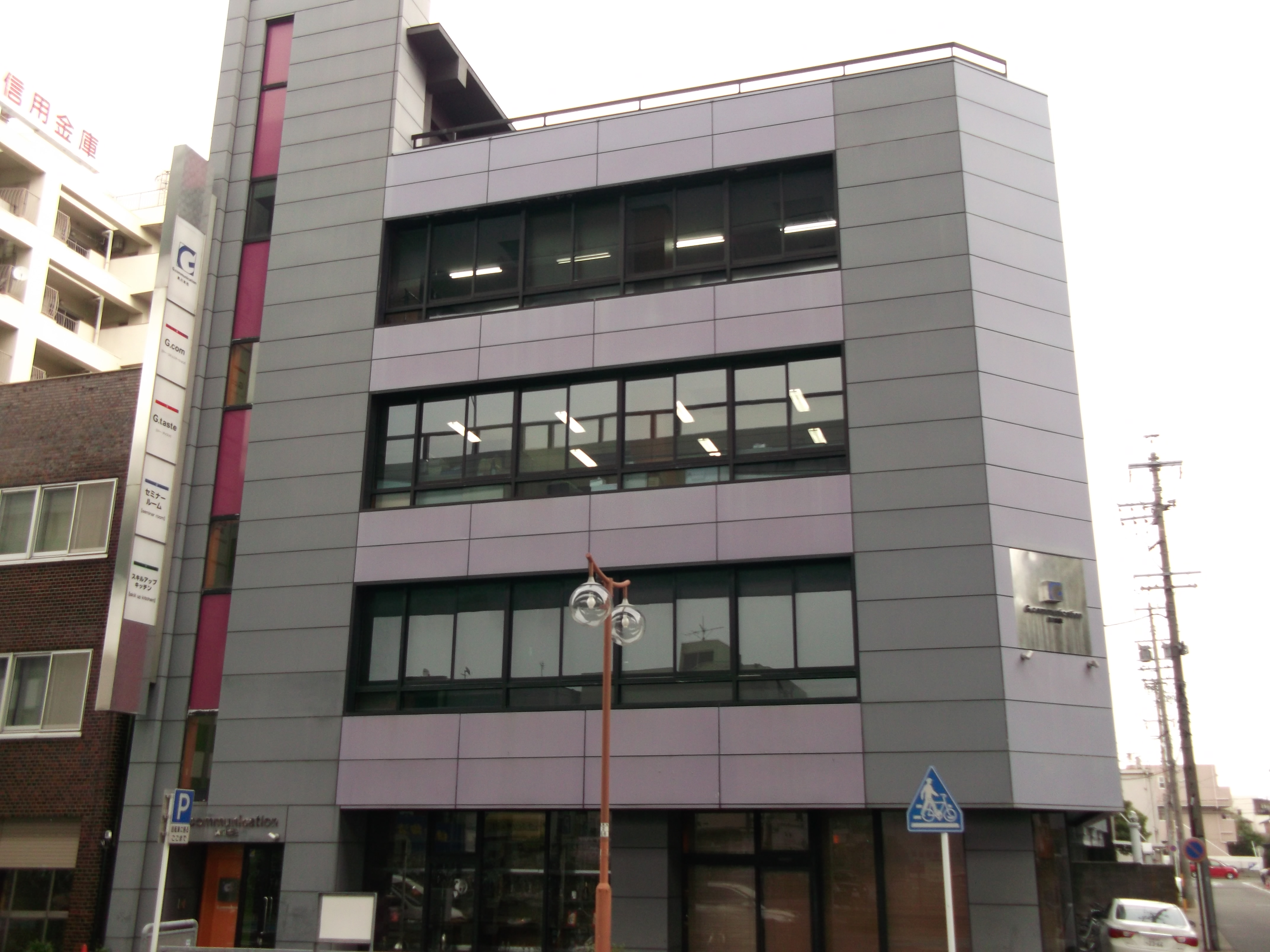
ジー・コミュニケーション黒川オフィス
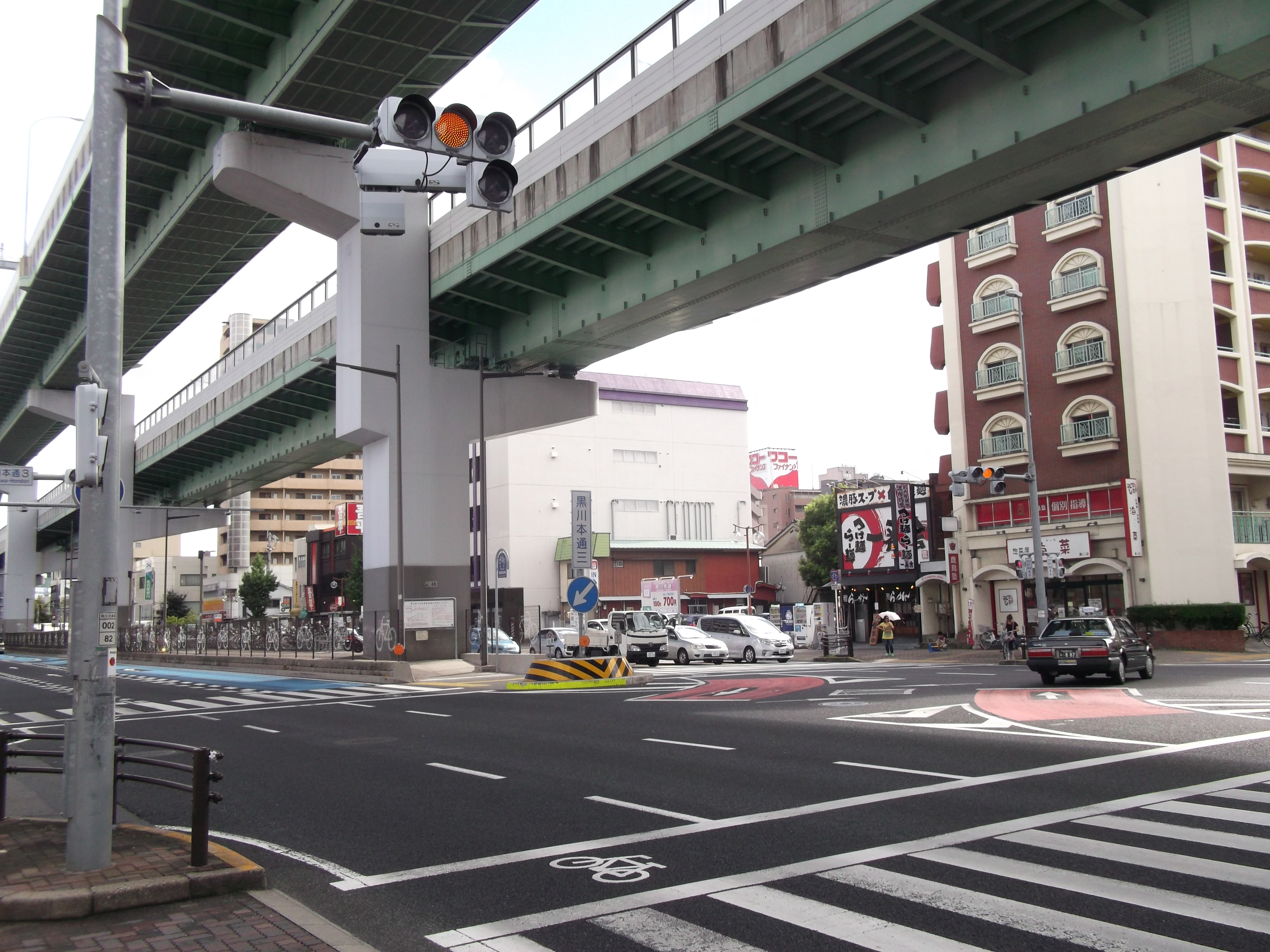
国道41号黒川本通3交差点
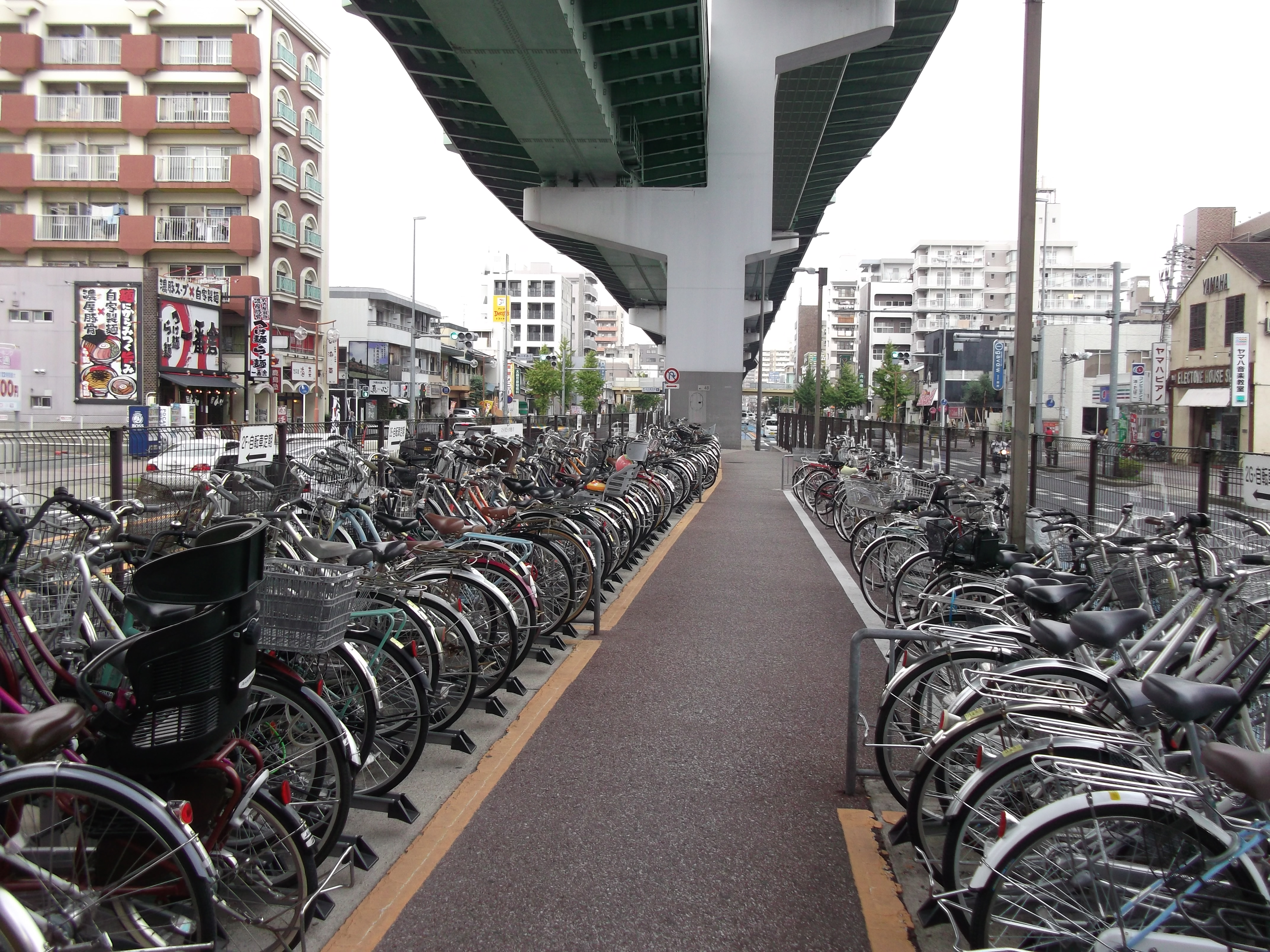
国道41号中央分離帯に整備された自転車駐車場
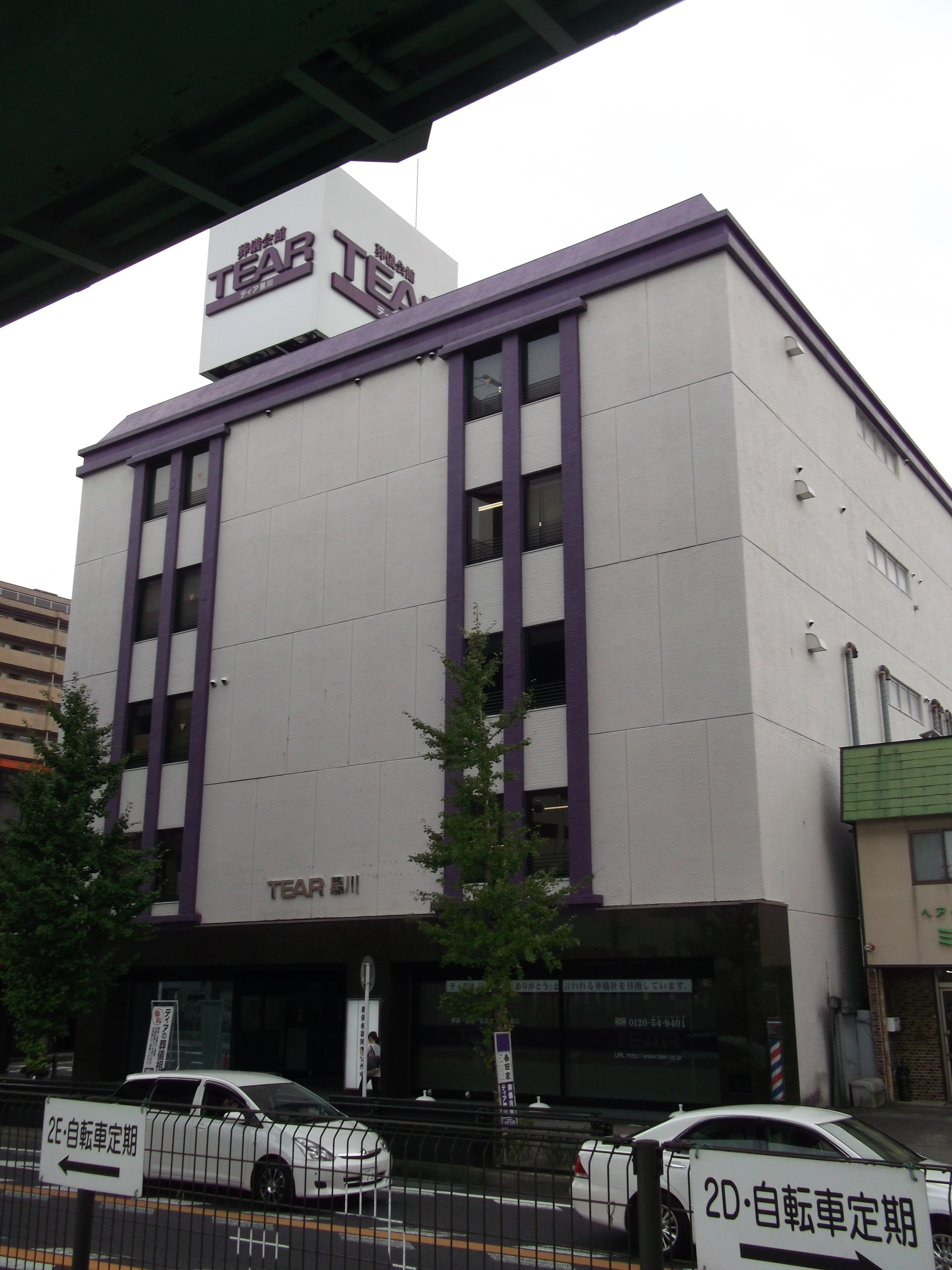
ティア黒川・本社
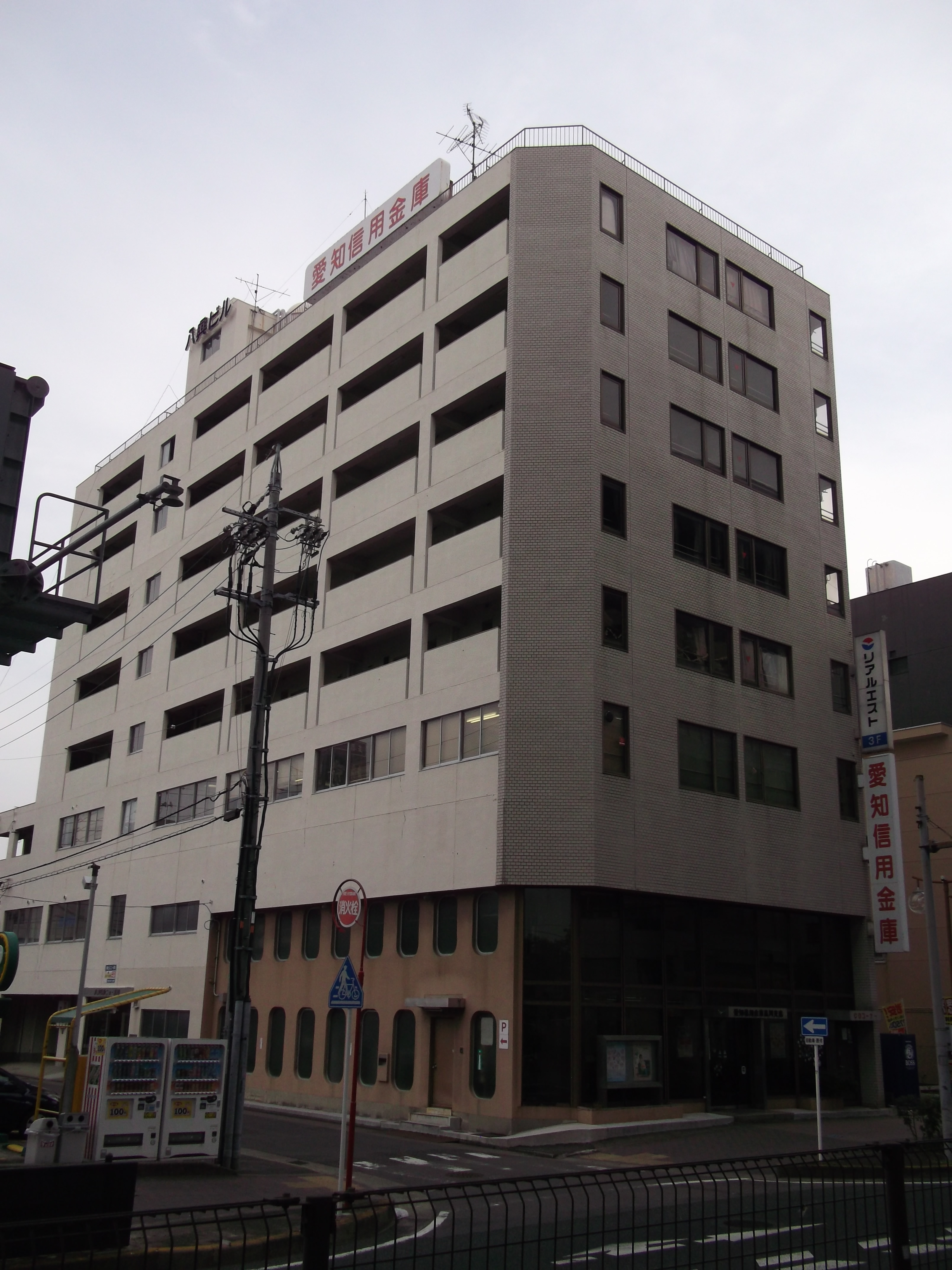
八興ビル黒川

## その他

### 日本郵便
- 郵便番号 : 462-0841[WEB 3]（集配局：名古屋北郵便局[WEB 16]）。